# O Combate (Curitiba)

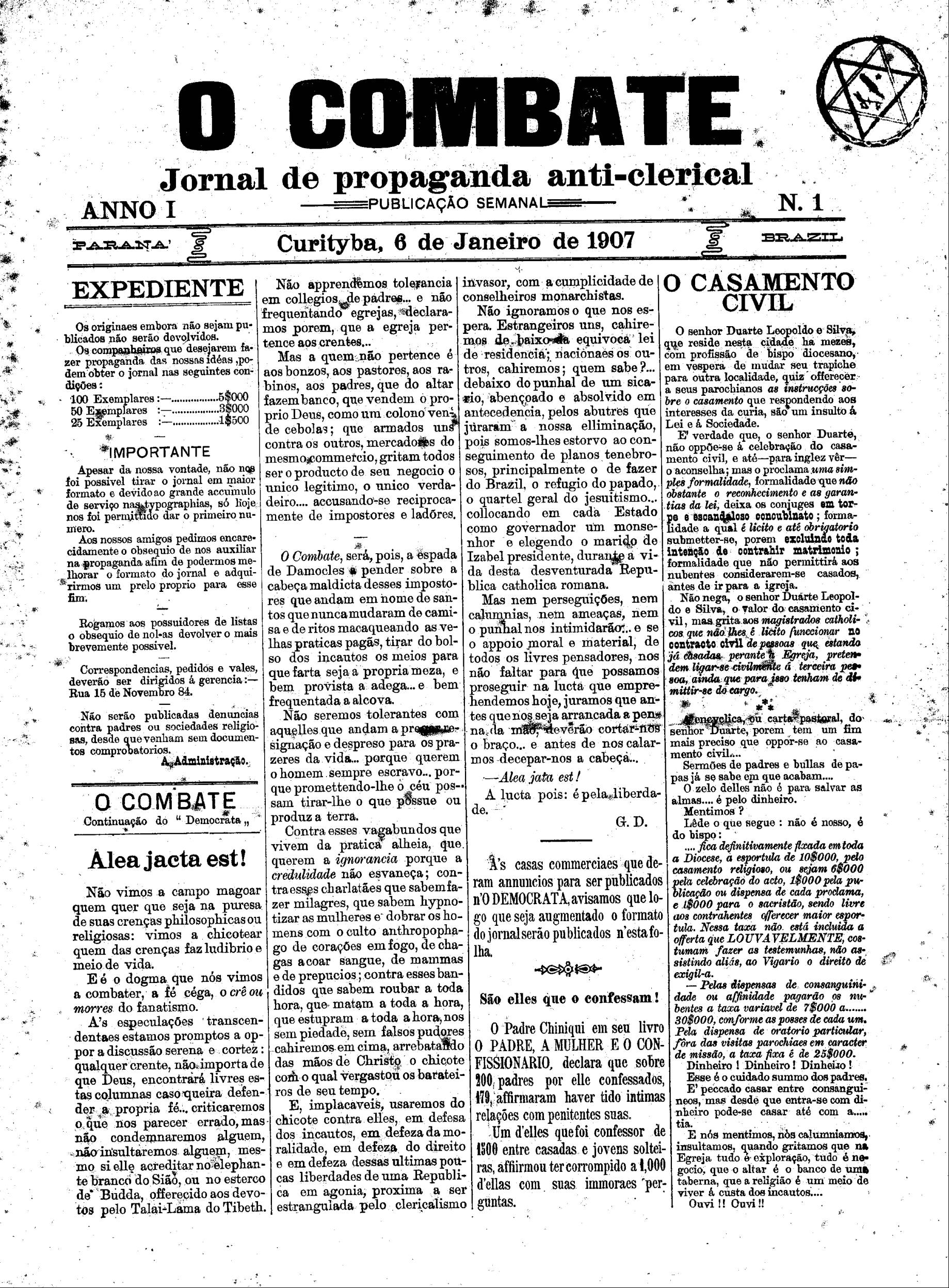
O número 1 de "O Combate", em 6 de janeiro de 1907

O Combate foi um jornal auto-proclamado anticlerical (anarquista) brasileiro publicado em Curitiba durante os anos de 1907 a 1909, e que contou dentre seus redatores o importante nome do anarquismo, Luigi Damiani (que assinava seus artigos com o apelido de "Gigi").